# Ólmod
Ólmod (kroatisch Plajgor, deutsch Bleigraben) ist eine ungarische Gemeinde im Komitat Vas.

## Lage
Ólmod liegt noch nicht einmal einen Kilometer entfernt von der Grenze zu Österreich. Durch den Ort verläuft der Pilgerweg Via Sancti Martini.

## Sehenswürdigkeiten

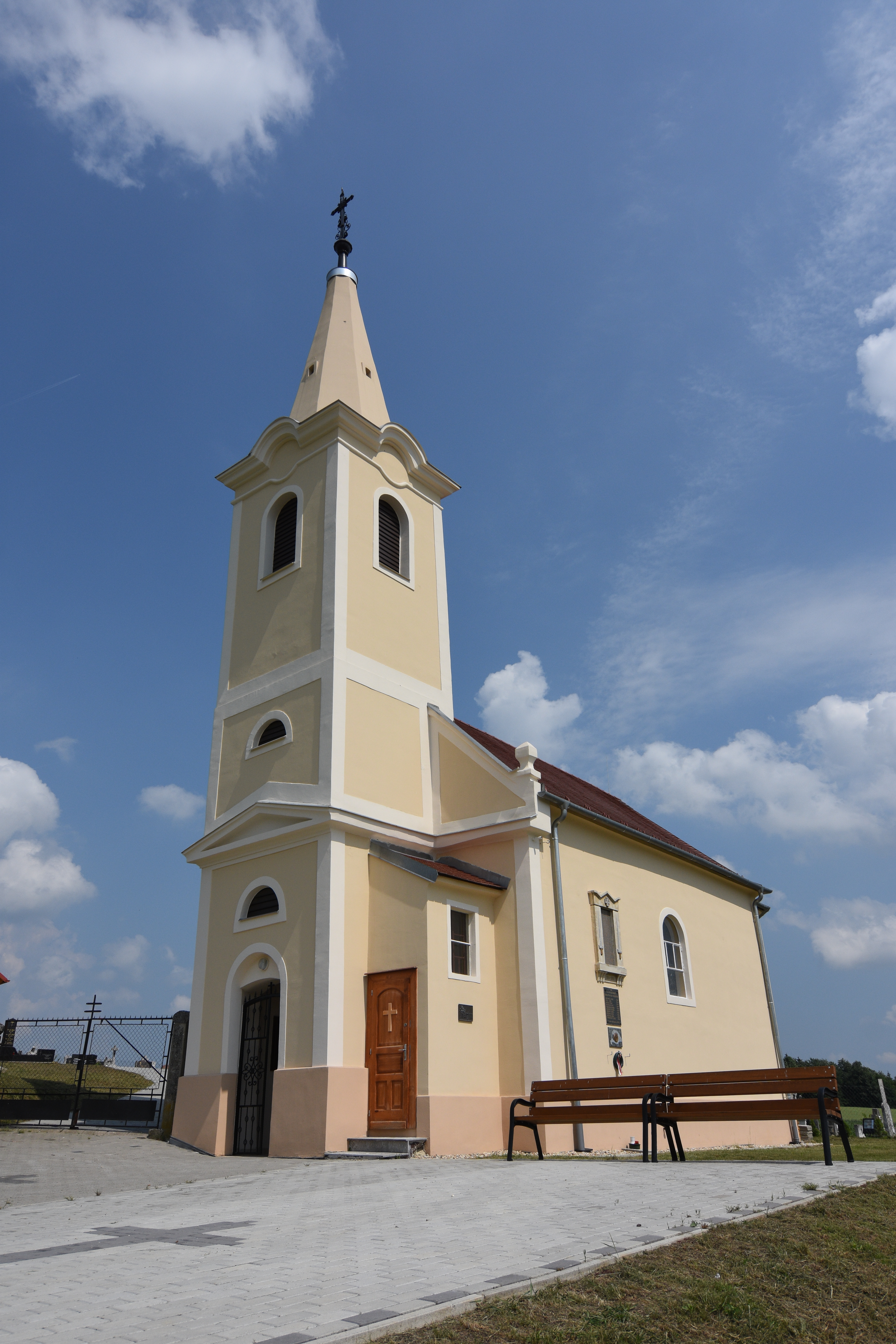
St.-Martin-Kirche

- Heimatkundliche Sammlung Koreni (Gyökerek Helytörténeti Gyűjtemény)
- Römisch-katholische Kirche Szent Márton, erbaut 1722 (Barock)
- Römisch-katholische Kapelle (Belovich-kápolna)

## Verkehr
Es besteht eine Busverbindung über Horvátzsidány nach Kőszeg und in Richtung Bük. Der nächstgelegene Bahnhof befindet sich in Kőszeg.